# Vetlanda kommun
Vetlanda kommun er en kommune i Jönköpings län i Sverige.
Vetlanda kommune ligger i det smålandske højland.

## Historie
Området før den nuværende kommune blev dannet i 1863, bestod af tyve sogne.  Disse dannede den 1. januar 1863 hver sin egen kommune.  I Vetlanda blev der i 1887 dannet et municipalfællesskab, også med navnet Vetlanda.  Dette blev i 1909 udskilt fra kommunen og omdannet til Vetlanda köping.  Köpingen blev i 1920 til Vetlanda købstad.
Herefter var inddelingen i princippet stabil frem til kommunalreformen i 1952, hvor seks storkommuner blev dannet rundt om byen:  Alseda (af kommunerne Alseda, Karlstorp, Skede og Ökna), Björkö (af Björkö og Nävelsjö), Bäckaby (af Bäckaby, Fröderyd, Ramkvilla og Skepperstad), Korsberga (af Korsberga, Lemnhult og Södra Solberga), Lannaskede (af Myresjö og Lannaskede) og Nye (af Nye, Näshult, Skirö og Stenberga).
Ved kommunalreformen i 1971 blev Vetlanda kommun dannet ved sammenlægning af købstaden og storkommunerne.  Dog blev Skepperstads församling (sogn) overført fra Bäckaby til Sävsjö kommun.

## Byområder
Der er tolv byområder i Vetlanda kommun.
I tabellen vises byområderne i størrelsesorden pr. 31. december 2005.  Hovedbyen er markeret med fed skrift. 
| #  | Byområde    | Befolkning |
| -- | ----------- | ---------- |
| 1  | Vetlanda    | 12.691     |
| 2  | Ekenässjön  | 1.551      |
| 3  | Landsbro    | 1.454      |
| 4  | Holsbybrunn | 780        |
| 5  | Korsberga   | 731        |
| 6  | Myresjö     | 644        |
| 7  | Kvillsfors  | 560        |
| 8  | Sjunnen     | 417        |
| 9  | Skede       | 345        |
| 10 | Björköby    | 312        |
| 11 | Pauliström  | 257        |
| 12 | Nye         | 203        |

En mindre del af Kvillsfors ligger i Hultsfreds kommun i Kalmar län.
57°26′00″N 15°04′00″Ø / 57.4333°N 15.0667°Ø